# La Légende du prophète et de l'assassin
La Légende du prophète et de l'assassin est un jeu vidéo d'aventure en pointer-et-cliquer développé par Arxel Tribe et édité par Wanadoo Édition, sorti en 2000 sur Windows et Mac.
Le jeu est adapté du Pèlerin de Compostelle de Paulo Coelho. Il fait suite à Pilgrim : Par le livre et par l'épée et a pour suite Les Secrets d'Alamût.

## Accueil
- Jeuxvideo.com : 11/20 [1]

## Suite
La suite du jeu, Les Secrets d'Alamût, est sorti en 2001.